# Los Huaycheños
Los Huaycheños (Puerto Acosta-Camacho,14 de abril de 1965), son una agrupación musical folclórica boliviana. En el año 2025 cumplen 60 años de vida artística, con aproximadamente 600 canciones en su repertorio.
En el año 1970 reciben Discos de Oro y Plata como el mejor conjunto del momento por sus interpretaciones, su música fue grabada posteriormente por diferentes agrupaciones nacionales e internacionales.

## Biografía
Fundado en 1965 a orillas del lago Titicaca en la frontera con Perú. El primer nombre del grupo fue "Conjunto 5 de Noviembre de Puerto Acosta", esto debido a la fecha del aniversario de la población. Originarios del Municipio Puerto Acosta antes llamada Santiago de Huaycho.
En un principio la idea era tener un disco de recuerdo para el pueblo pues era música atractiva y querían plasmarla como recuerdo para los familiares y paisanos, sin embargo, tuvo un gran impacto.
El grupo fue fundado bajo la dirección de Javier Mantilla Vera, quien también se desempeñó como primera guitarra segunda voz y arreglos, con la participación de Octavio Machicao en el acordeón, Sonia Arancibia como primera voz femenina quien contaba con 12 años de edad en el debut del grupo, Fernando Mantilla en la segunda guitarra, Luis Ibañez en la primera voz masculina y Héctor Pantoja como tercera guitarra.
 

La primera grabación de los huaycheños fue realizada en el sello "Huacho",  propiedad de Primitivo Machicao, posteriormente realizan varios trabajos para varios sellos discográficos del país. Su primer disco salió en 1965 con el popular tema Río Huaycheño. Sus primeras presentaciones se realizaron en Perú en las ciudades de Puno, Juliaca y Arequipa; en una entrevista realizada el año 2015 por sus 50 años Javier Mantilla respecto a sus primeros conciertos nacionales e internacionales: 
“Años más tarde, seguimos cosechando triunfos en los conciertos efectuados en el Teatro Municipal y en la Casa de la Cultura de la ciudad de La Paz. También fuimos homenajeados en el Perú debido a que nuestro amplio repertorio llegó más allá de nuestras fronteras”
"Nuestras primeras salidas fueron al Perú y desde entonces no paramos de trabajar. Grabamos varios discos y viajamos a Perú, Chile y Argentina" 
Javier Mantilla.
En 1966 viajan a los estudios de Discos Méndez, en la ciudad de La Paz, para grabar su segundo vinilo. en esta ocasión además de los kashuiris de la provincia de Camacho del departamento de La Paz y sikuris de la provincia de Moho del departamento de Puno, se grabaron dos piezas en la contratapa, descrita como "sicuris Kantos de Charazani" "16 de Julio" y "Agüita de Putina"
El recorrido musical de los Huaycheños, tanto en Bolivia como en el exterior, les valió un reconocimiento de parte de la Prefectura de La Paz. A su vez, Sonia Arancibia recibió la medalla al Mérito Cultural del Viceministerio de Desarrollo de Culturas. Y después de 50 años de trayectoria, los sobrevivientes se volvieron a juntar para recordar el ritmo propio del pueblo que se llamó Santiago de Huaycho. Con 60 años de trayectoria hasta 2025, el grupo está conformado por Javier Mantilla Vera (director), Ramón Moreira (segunda guitarra y primera voz), Silvia Choque (primera voz femenina), Eloy Quispe (acordeón) y Airton Contreras (bajo electrónico), todos integrantes de la localidad de Puerto Acosta, ubicada en la provincia Camacho.

## Estilo Musical
El conjunto Los Huaycheños adaptaron los ritmos kashuiris o cachuiris un tipo de música y danza que se interpreta en carnaval con flautas verticales con canal de insuflación en dos tonos semejantes a los pinquillos y sicuris, musicalizados normalmente en pinquillos y cajas a instrumentos de cuerda, acordeón y combinación de voces masculinas y femeninas, este traslado del ritmo mereció la atención del público y su gran popularidad. Otra característica resaltante del estilo de Los Huaycheños junto a otros grupos de la época, fue la introducción de la música folklórica nacional en las áreas urbanas, debido a que fueron los primeros en interpretar canciones en idioma aimara traducidas al castellano, por entonces aquello no era aceptado por las connotaciones sociales de la época. Javier Mantilla la describía como música triste y alegre:
"Porque es una música triste y alegre, incluso el baile tiene su sello particular, pues se intercala hombre y mujer. La mujer siempre ha sido cholita y el hombre lleva un traje negro, sombrero negro más la chuspa que llamamos, y son envueltos con serpentina porque esto es música de carnaval. Ahora, gracias a Dios, se ha difundido a nivel nacional e internacional"
Javier Mantilla. 

## Miembros
Miembros Fundadores: quienes aparecen en la carátula de la segunda producción discográfica de los Huaycheños (1966)
- Javier Mantilla Vera (director primera guitarra y segunda voz masculina)[7]
- Octavio Machicao (acordeón)
- Sonia Arancibia (primera voz femenina)
- Fernando Mantilla (primera guitarra)
- Luis Ibañez (primera voz masculina y maracas)
- Héctor Pantoja (segunda guitarra)

Miembros posteriores:
- Ramón Moreira
- Silvia Choque
- Eloy Quispe
- Airton Contreras
- Javier Mantilla Chuquimia

## Logros y reconocimientos
Los Huaycheños recibieron:
- El Disco de Oro y el Disco de Plata, por la Cadena Tricolor.
- Distinciones por comentaristas de la Cadena Tricolor de Radio.
- Distinción al Mérito mediante Resolución Nª 821 de 4 de noviembre de 1985, por la Prefectura de La Paz.
- Declaración como Fieles Exponentes de la Música Andina de Perú y Bolivia, por el Consejo Municipal de Puno.
- Condecoración por la Asociación de Residentes de Puerto Acosta, autoridades locales, alcaldía y el Concejo Municipal, de fecha 5 de septiembre de 2023 a Javier Mantilla[8]
- Medalla al Mérito Cultural del Viceministerio de Desarrollo de Cultura a Sonia Arancibia.[3]

## Discografía
Grabaron al rededor de 600 canciones, entre kaschuiris y sicuris, 20 discos ling play's, 20 cassest's y 10 CD's.Sus producciones son:
- 1974, Los Huaycheños – Los Huaycheños.[9]
  - Mi Pena
  - Hermandad de Taypi
  - Dulce Tormento
  - Adiós a mi Huaycho
- 1989, Los Huaycheños Conjunto Folklorico de Puerto Acosta - Epoca de Oro Vol 1 "Los Huaycheños del Conjunto Folklorico de Pto. Acosta"[10]
  - Flor Huaycheña
  - Dos Años y Medio
  - Rio Huaycheño
  - Chiquita Acosteña
  - Calle Campero
  - Calle Guachalla
  - Hortensia
  - Lejos de ti
  - Ausencia
  - Sueño
  - Noche de Luna
  - Añathuya

- 1999, Los Huaycheños[11]
  - Mixtura Provincial
  - A Mi Huaycho
  - Añatuya
  - K’ala Chuyma
  - Ausencia
  - Tres Rosas
  - Mentirosa
  - Mocomoco
  - Juramento
  - Ya No Te Quiero
  - Saucesito
  - El Poblano
  - La Rosa Y El Espino
- 1999, Los Huaycheños[12]
  - Cuando Me Vaya
  - Lejos De Ti
  - Malas Voluntades
  - Amor Huaycheño
  - Ojitos Negros
  - Chiquita Puertoacosteña
  - Flor De Cactus
  - Chihuanquito
  - Chaskañahuisita
  - Moheña Cautivadora
  - Gilmita
  - Hortencia
  - Corazón Herido.

- Los Huaycheños De Puerto Acosta* – Primitivo Machicao Gironda Presenta Al Conjunto “Los Huaycheños”[13]
  - Panadero
  - Provincianita
  - Janko Palomita
  - Ya no te Quiero

- Los Huaycheños De Puerto Acosta* – Primitivo Machicao Gironda Presenta Al Conjunto Folklorico De Puerto Acosta “Los Huaycheños”[14]
  - Malas Voluntades
  - Corazón Mio
  - Mariposa
  - Ocho Días

- Los Huaycheños – Flor De Kactus, La Rosa Y El Espino / Ojitos Negros, Chihuanquito.[15]
  - Flor de Kactus
  - La Rosa y el Espino
  - Ojitos Negros
  - Chihuanquito.

- Los Huaycheños – Vuelven Los Huaycheños Conjunto Folklorico De Puerto Acosta.[16]
  - 3 De Mayo
  - Piénsalo Mucho Para Casarte
  - Ritmo Postrero
  - Teresita
  - Perla De Los Kollas
  - Rosita
  - Corazón De Piedra
  - Karipuyo Torresita.

- Los Huaycheños – Los Huaycheños (Originales) Vol. 14 Siguiendo La Huella Del Éxito.[17]
  - Perdiste Tu Valor
  - Me Voy De Tu Lado
  - Yo Fui El Primero
  - Choferasgo
  - Mi Partida
  - Escoma Mia
  - Noche Silenciosa
  - Mal Pagadora
  - Flor Del Valle
  - Barbitas Blancas
  - Añatuya
  - El Poblano